# Rio Biucavăș
O Rio Biucavăş é um rio da Romênia afluente do Rio Pârâul cu Fagi, localizado no distrito de Harghita.